# Yaminuechelys
Genre
Yaminuechelys est un genre fossile de tortues de la famille des Chelidae.

## Historique
Les premiers restes fossiles de Yaminuechelys ont été mis au jour en Patagonie, dans le Sud de l'Argentine. Le genre a été créé en 2001 par Marcelo S. de la Fuente (d), France de Lapparent de Broin (d) et Teresa Manera de Bianco (d).

## Chronologie
Le genre Yaminuechelys est apparu vers la fin du Crétacé supérieur et s'est éteint au Paléocène supérieur.

## Liste des espèces
Selon GBIF (2 février 2024) :
- † Yaminuechelys gasparinii de la Fuente, Lapparent de Broin & Manera de Bianco, 2001
- † Yaminuechelys maior (Staesche, 1929)
- † Yaminuechelys sulcipeculiaris Oriozabala et al., 2020

## Publication originale
- (en) Marcelo de la Fuente, France de Lapparent de Broin et Teresa Manera de Bianco, « The oldest and first nearly complete skeleton of a chelid, of the Hydromedusa sub-group (Chelidae, Pleurodira), from the Upper Cretaceous of Patagonia », Bulletin de la Société géologique de France, Paris, vol. 172, no 2,‎ 1er mars 2001, p. 237-244 (ISSN 0037-9409 et 1777-5817, OCLC 1765827, DOI 10.2113/172.2.237, lire en ligne).